# Ausbesserungswerk Næstved
Das Ausbesserungswerk Næstved ist eine im Bau befindliche Werkstatt der Danske Statsbaner (DSB) in Næstved in Dänemark.

## Geschichte
Die DSB haben mit dem Bauunternehmen MT Højgaard Dänemark in Søborg in der Gladsaxe Kommune einen Vertrag über den Bau eines Ausbesserungswerkes abgeschlossen. Dies ist größte Bauprojekt in Næstved, das eine Summe von 1,32 Mrd. DKK umfassen wird. Die Werkstatt wird in einem neuen Gewerbegebiet am Fladsågårdsvej bei Mogenstrup südöstlich von Næstved gebaut. Das Grundstück wird im Osten von Fladsågårdsvej begrenzt, von dem aus über Præstø Landevej Zugang zur Autobahn und zum restlichen Straßennetz besteht. Von Mogenstrup sind es 6 km nach Næstved, 17 km nach Præstø und 22 km nach Vordingborg.
Die zukünftige Werkstatt wird 36.000 m² umfassen. Die Werkstattgebäude werden 300 bis 400 m lang und 150 m breit sein. Laut dem Bebauungsplan vom August 2020 werden die Gebäude mit einer Höhe von zehn Metern gebaut, einzelne Anlagen jedoch bis 20 Meter. Die bebaute Fläche wird nach Bebauungsplan zunächst 36.000 Quadratmeter betragen, dies entspricht etwa 5 % der bisher landwirtschaftlich genutzten Flächen. Es gibt Raum für eine Erweiterung, da der Bebauungsprozentsatz für das Gebiet 10 % beträgt.

## Aufgaben
In die von Gottlieb & Paludan Arkitekter und der Rambøll Group ab Juni 2020 entworfene Werkstatt sollen nach deren Fertigstellung alle bei den DSB verbliebenen Werkstattaktivitäten der Centralværkstedet København verlagert werden, um dort Platz für andere Bebauung zu schaffen. Die Zentralwerkstatt ist seit über 100 Jahren das Rückgrat des Bahnbetriebs der DSB. Der Umzug vom Otto Busse Vej im Zentrum von Kopenhagen erfolgt schrittweise. Solange Diesellokomotiven und Dieseltriebwagen (DSB MF – IC3 und DSB MG – IC4) im Einsatz sind, werden diese weiter in Kopenhagen gewartet. Da sich die Beschaffung von Elektrolokomotiven über mehrere Jahre erstreckt, wird auch der Rückbau in mehreren Etappen erfolgen.
Die DSB haben beschlossen, die Lokomotivwerkstatt aus dem Zentrum von Kopenhagen nach Næstved zu verlegen. Hier werden die Wartung und Reparatur der Elektrolokomotiven der Baureihe EB, der Doppelstockwagen und der neu anzuschaffenden Talgo-Einheiten DSB EC durchgeführt.
Danach muss das alte DSB-Gelände in Kopenhagen für andere Zwecke nutzbar gemacht werden. Die DSB werden sich in Zusammenarbeit mit der Stadt Kopenhagen und den anderen Grundeigentümern in der Region aktiv an diesem Prozess beteiligen. DSB geht davon aus, dass im Areal weiterhin Bahnlärm vorhanden sein wird und gleichzeitig Platz für ein neues Quartier bleibt.

## Ausführung
Der Auftrag für den Bau in Næstved hat einen Wert von 1,9 Mrd. DKK. Die Werkstatt soll 2025 bezugsfertig sein.

## Sonstiges
MT Højgaard Danmark wurde zudem als Auftragnehmer für das Bahnbetriebswerk Godsbanegården København sowie das Bahnbetriebswerk Brabrand in Aarhus ausgewählt, die für die Wartung der zukünftigen Baureihen DSB ES (IC 5 – Zweitbesetzung) genutzt werden. Kopenhagen und Aarhus werden künftig die beiden Hauptstandorte für die Wartung der ES-Züge sein.
Zusätzlich zum Ausbesserungswerk wird im Bahnhof Næstved eine Waschhalle für rund 50 Mio. DKK gebaut. Der Bau wurde am 1. Juli 2022 kurzfristig aus Umweltschutzgründen gestoppt, aber inzwischen wieder freigegeben. Hintergrund ist, dass die bestehenden Waschmöglichkeiten nicht mehr zeitgemäß sind.
Sweco Danmark ist der Gesamtplaner des Projekts. Aarsleff Rail unterzeichnete im Frühjahr 2022 den Vertrag für den Bau der Halle, der Hauptvertrag umfasst ein Volumen von über 40,5 Mio. DKK. In der fertigen Waschhalle werden täglich zehn Züge gewaschen.